# Prowincja Huancayo
Prowincja Huancayo (hiszp. Provincia de Huancayo) – jedna z dziewięciu prowincji, które tworzą region Junín w Peru.
W 1864 peruwiański senator José Jacinto Ibarra był inicjatorem ustawy o utworzenie tejże prowincji. 

## Podział administracyjny
Prowincja Huancayo dzieli się na 28 dystryktów:
| - Huancayo - Carhuacallanga - Chacapampa - Chicche - Chilca - Chongos Alto - Chupuro |  | - Colca - Cullhuas - El Tambo - Huacrapuquio - Hualhuas - Huancán - Huasicancha |  | - Huayucachi - Ingenio - Pariahuanca - Pilcomayo - Pucará - Qhichuay - Quilcas |  | - San Agustín de Cajas - San Jerónimo de Tunán - San Pedro de Saño - Santo Domingo de Acobamba - Sapallanga - Sicaya - Viques |